# Гейикбайыры (Коньяалты)
Гейикбайыры (тур. Geyikbayırı) — деревня в районе провинции Анталии Коньяалты (Konyaaltı), недалеко от древнего города Требенна, в Турции.

## География
Деревня находится между ручьём Чандыр Чайи и рекой Гёксу (сливаясь, они образуют ручей Бога).
Ближайший крупный город: Анталия.
Ближайшие деревни: Чагларджа к юго-западу, Элмин к югу, махалле Хаджисекилилер к юго-востоку и Акдамлар к востоку.
Ближайшее озеро: Дойран Баражи.

## Население
На 2022 год, население составляло 662 человека.

## Религия
Мечети:
- Мечеть махалле Гейикбайыры[13]: ул. Учевлер, 149/А.
- Мечеть Фесликан Яйла[14]: ул. 3600, 129/1.